# Aeroportul Dirranbandi
Aeroportul Dirranbandi (IATA: DRN, ICAO: YDBI) este un aeroport din Queensland, Australia ce deservește zona Dirranbandi. A fost numit după zona deservită.
Situat la o altitudine de 173 m, aeroportul dispune de o singură pistă. Este operat de Shire of Balonne⁠(d).